# Mansardtak

Bilden visar ett mansardtak, här i formen av ett sadeltak med brutet takfall.

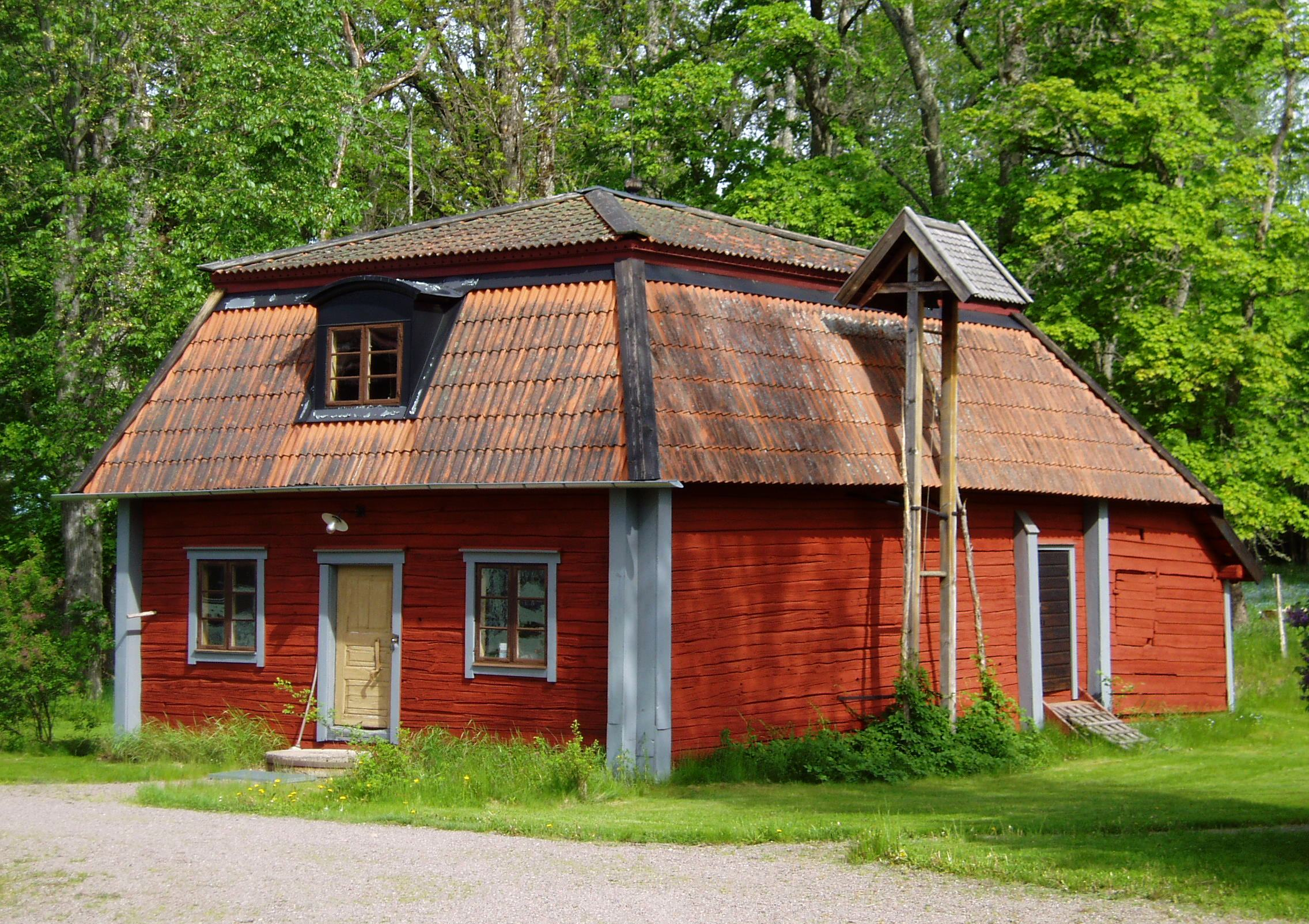
Valmat mansardtak, Altomta gård, Tensta socken, Uppsala kommun.

Mansardtak (av franska mansarde, "vindsvåning"; toit en mansarde, "vindsvåningstak"), även kallat brutet tak, är ett yttertak med brutet takfall. Det kan beskrivas som ett sadeltak som, beroende på modell, sluttar brantare nedåt på långsidorna med början cirka två tredjedelar från taknocken (takåsen) mätt. Ibland förekommer både brutet och valmat takfall, det vill säga att taket går ner även på byggnadens kortsidor. Konstruktionen underlättar inredd vind med så kallad mansardvåning.
Termens ursprung är omtvistat; antingen har den franske arkitekten François Mansart (1598–1666) eller hans systers sonson Jules Hardouin-Mansart (1646–1708; även han arkitekt) givit namn åt taktypen.